# أحمد بلاك
أحمد بلاك (بالإنجليزية: Ahmad Black) هو لاعب كرة قدم أمريكية أمريكي، ولد في 12 ديسمبر 1989 في ليكلاند في الولايات المتحدة.

## وصلات خارجية
- أحمد بلاك على موقع إي إس بي إن.كوم (أن.أف.أل)3
- أحمد بلاك على موقع مرجع كرة القدم المحترفة.كوم (الإنجليزية)